# El General
Edgardo Armando Franco (Ciudad de Panamá, 27 de septiembre de 1969), más conocido como El General, es un artista y rapero de reggae en español y dancehall panameño.
Retirado de la industria musical en 2004, desde la ciudad de Nueva York contribuyó a difundir la música de Panamá en la década de los años 90, llevando sus canciones inspiradas en ritmos caribeños y latinos a un público internacional. Junto a otros artistas panameños de la década de 1990, como Nando Boom, Pocho Pan, El Maleante, el hondureño Shabakan, entre otros, se le considera como uno de los pioneros del Reggae en Español, que luego daría origen a la plena panameña y al género musical conocido como reggaetón.

## Biografía

### Primeros años e inicio de su carrera
Edgardo Armando Franco nació el 27 de septiembre de 1969, en la Ciudad de Panamá. Es hijo de Catalina Lowe, una mujer con ascendencia jamaicano, y de Víctor Franco, quien tiene raíces en Trinidad y Tobago. Tiene 5 hermanos y 5 hermanas.
Durante su infancia, su madre emigró a Estados Unidos, dejándolo al cuidado de su hermana mayor. Esta, siendo madre soltera, enfrentó dificultades para hacerse cargo del sustento de la familia, lo que complicó las condiciones de su crianza. A la edad de seis años, Edgardo comenzó a trabajar en las calles. Durante este período, se dedicó a lustrar zapatos, entregar diarios y vender bebidas en conciertos.
A los 12 años, empezó a escribir canciones inspirado en la situación social de su barrio y sus propias vivencias, les añadía melodías y luego las grababa en casetes, que después distribuía a los conductores de transporte colectivo para que los pusieran en sus rutas, y así llevar su mensaje a la comunidad. Poco tiempo después se uniría al grupo Renato y sus 4 estrellas junto a Renato Audler, quien triunfara en el mundo de la música con canciones como La chica de los ojos café y Soy el más sensual. Tras obtener una beca, el joven artista se trasladó a la ciudad de Nueva York, Estados Unidos, para estudiar administración de empresas y pronto se convirtió en un contador profesional. Sin embargo, decidió comenzar una carrera como rapero o deejay (estilo jamaiquino de montar una frase sobre otra, similar al rap americano) siendo una de sus principales fuentes de inspiración el jamaiquino Burru Banton.

### Carrera profesional en el mundo de la música
La primera grabación en estudio de El General fue el single llamado "Pu tun tun" (sic), de 1990, el cual estaba basado en la canción jamaquina "Punanny Tegereg" de Little Lenny, seguido por "Teves buena" (sic) el cual era otro tema basado en "Gal yuh good" de Shabba Ranks, ambas producidas por el jamaiquino radicado en Nueva York, Karl Miller, quien trabajaba para el sello VP Records. Poco después, en el mismo año, rompe relaciones con él y se une al productor panameño, radicado también en Nueva York, Michael F. Ellis, con quien graba una serie de sencillos bajo el sello New Creations. Ellis, con el respaldo del sello discográfico puertorriqueño, Prime Records, catapultaron su álbum debut, "Estás Buena", el cual compilaba sus primeras grabaciones, las cuales estaban inspiradas en éxitos jamaiquinos como Dem Bow de Shabba Ranks, The Stopper de Cutty Ranks y el clásico A love I can feel, tomado del repertorio de John Holt y cantado en español a duo con Oscar El Profeta, además de Pu tun tun y Te ves buena, que habían sido producidas por Karl Miller.   
En 1991, el álbum "Muévelo Con El General" le permitió recorrer América Latina. En 1992, la pegadiza "Muévelo", una mezcla de hip hop latino y reggae de Jamaica, logró un premio MTV al Mejor Video Latino.  
El Poder del General, publicado en 1992, presentó un nuevo éxito de Edgardo Franco, un polémico merengue llamado "Caramelo", el cual fue objeto de censura por la Junta de Censura de Espectáculos Públicos de Panamá, alegando que utilizaba palabras injuriosas y ofensivas que atentaban contra los principios básicos de la moral cristiana, debido a su letra sexual con doble sentido. 
Así, Edgardo Franco deja atrás aquellos días de pobreza en su natal barrio de Río Abajo, en la capital panameña cuando era vendedor de refrescos en los conciertos de la Ciudad de Panamá y soñaba con estar en los escenarios. 
En 1985 Edgardo viajó a Estados Unidos para reunirse con su madre, quien había emigrado unos años antes. Una vez en Nueva York, asistió a la Academia de Arte y Música Erasmus Hall en Brooklyn, donde se destacó como Presidente del Club Latino. 
El productor musical Michael Ellis abrió su propia compañía disquera llamada New Creation Enterprises en Manhattan (Nueva York). Ellis con su socio David Uriel, tenían la visión de lanzar la carrera de El General al público latino, mientras que el productor musical jamaiquino Karl Miller se limitaba a promoverlo únicamente entre el mercado de habla inglesa. Fue así como triunfaron los éxitos "Te Ves Buena", "Gran Pana", "Son Bow", "Yo Quiero Un Amor", "El Maestro", "Muévelo Muévelo", "Mermaid Body", "Juana", "Funkete", "El Gusanito", "Que Es Lo Que Quiere Esa Nena", "Las Chicas", "Rica y Apretadita" y muchos más. 
A partir de 1990 New Creation grabó canciones como: "Yo Quiero Un Amor" con El General y Oscar El Profeta, "Inglés y Español" con Howie Irie, y "Hombre Murió" con Killer Ranks, la cual tuvo la licencia de representar el producto Prime Entertainment. Michael Ellis (A.K.A.) The Spainard mercadeó y promovió esta música a nivel internacional. 
En el transcurso de tres años sorprendieron el mundo artístico con su estilo musical, ganando el premio MTV International Award por el video de "Muevelo", siendo los primeros en la rama latina en ganar los premios Billboard, "Premio lo Nuestro" y "La Gaviota de Plata" del Festival de la Canción de Viña del Mar, en Chile. 
El General ayudó a cementar la popularidad del reggae rap en idioma español en América Latina y el Caribe. Franco cosechó una exitosa carrera artística de 17 años, 32 discos de oro, 17 de platino, 12 premios Lo Nuestro, 6 Billboard, 12 llaves de la ciudad, entre otras distinciones.
Además, en 2003, fue galardonado con el Premio Billboard Espíritu de la Esperanza (Spirit of Hope Award) por su destacada labor humanitaria a través de su fundación Niños Pobres Sin Fronteras, la cual financiaba la educación de niños en situación de pobreza.

### Retiro musical
En el año 2004 anunció su retiro de la industria musical, coincidiendo esto con un incidente entre "El General" y el Gobierno panameño que le canceló su pasaporte diplomático. En 2006 hizo su última gira en varios países y fue su último retiro oficial de la música.

## Vida privada
La escultural Anayka (Judith Cortés) y Edgardo Franco, sostuvieron una relación amorosa durante 12 años, según relató la neoyorquina de origen latino hace unos años a medios panameños. Durante 9 años, Cortés acompañó a El General en sus giras artísticas como bailarina y prestando su voz en el tema Rica y apretadita.  
Franco relata que a los 19 años le propusieron interpretar temas movidos con letras de doble sentido 

“La gente siempre me pregunta ‘¿por qué abandonaste el mundo de la música?’... tenía sueños de cuando era pequeño, de lograr ser un cantante famoso. Entonces conocí la verdad pero realmente no había despedido estos sueños de mi corazón; entonces me puse a escuchar esas malas compañías que tenía antes, y ellas me halaron como un anzuelo y me trajeron a ese estudio de grabación. [...] Cuando uno está en la cima del mundo de Satanás, no hay nada lindo allí. [...] Cuando llegaba al hotel era como un vagón grande. No había aplausos; había un silencio... que atormentaba mi conciencia. Gracias a los hermanos [...], que me mostraron con la Biblia cuán lejos había ido de la senda del Dios verdadero, vi que todo lo que uno hace tiene consecuencias”.
Edgardo Franco. diciembre del 2016.

Desde 2007 hasta la fecha, es miembro activo de la organización de los Testigos de Jehová.
Alejado del mundo de la farándula, actualmente vive en un barrio humilde en Chiriquí, una provincia de Panamá que hace frontera con Costa Rica, donde pocas veces sus vecinos le suelen ver. 

## Discografía
- Estás Buena (1990)
- Muévelo Con El General (1991)
- El Poder De El General (1992)
- Es Mundial (1994)
- Clubb 555 (1995)
- Rapa Pan Pan (1997)
- Move It Up (1998)
- Grandes Éxitos (1998)
- Colección Original (1998)
- Serie 2000 (2000)
- Back To The Original (2001)
- Is Back (2001)
- "General De Fiesta" (2002)
- El General The Hits (2003)
- "To' Rap-Eao" (2003)
- La Ficha Clave (2004)